# Johan Daniel Berlin
Johan Daniel Berlin (ur. 12 maja 1714 w Kłajpedzie, zm. 4 listopada 1787 w Trondheim) – niemiecki kompozytor i organista działający w Norwegii.

## Życiorys
Gry na organach uczył się początkowo od ojca, Heinricha Berlina. W 1730 roku wyjechał do Kopenhagi, gdzie został uczniem Andreasa Berga. W 1737 roku osiadł w Trondheim, gdzie do 1767 roku pełnił funkcję muzyka miejskiego. Od 1740 roku do śmierci był także organistą w katedrze Nidaros. Należał do grona członków założycieli Królewskiej Norweskiej Akademii Nauk (1760). Jego synowie Johan Andreas i Johan Hendrik również zostali muzykami.
Twórczość Berlina reprezentuje Empfindsamer Stil. Skomponował m.in. trzy symfonie i dziewięć koncertów, pisał też kantaty i sonaty organowe. Większość jego dzieł jednak zaginęła. Napisał Musicalisce Elementer (wyd. Trondheim 1744) – pierwszy traktat muzyczny w języku norweskim oraz pracę Anleitung zur Tonometrie (wyd. Kopenhaga 1767). Interesował się również inżynierią, meteorologią i astronomią. Zajmował się także zbieraniem i konstruowaniem instrumentów muzycznych; w 1751 roku zbudował fortepian wyposażony w pedał.